# General Packet Radio Service
General Packet Radio Service (acronim GPRS) este un serviciu de pachete comutate pentru comunicații mobile de date. Cu aceasta tehnologie, datele nu sunt transmise ca fișiere mari, complete. Informațiile sunt partajate în pachete mici, care sunt transmise separat. Destinatarul știe modul în care sunt reasamblate.
GPRS aduce o multime de avantaje. De exemplu, nu doar timpul de conectare (ca in cazul serviciilor de voce) ci si volumul de date GPRS este masurabil. Acest lucru înseamnă că utilizatorul plătește doar cantitatea de date transferate nu si timpul de conectare. Mesajele GPRS vor fi folosite în principal pentru a oferi servicii specializate de informații, care sunt facile și ușor de configurat pentru utilizator.